# Rugiewit
Rugiewit (łac. Rugiaeuit) lub Rujewit – bóg czczony przez Ranów wymieniony tylko w dwóch źródłach: Gesta Danorum oraz w Knýtlinga sadze. Jego świątynia, obok świątyni Porewita i Porenuta, znajdowała się w grodzie Charenzy, prawdopodobnie dzisiejszym Gardźcu. Posąg go przedstawiający posiadał siedem twarzy, siedem mieczy przy pasie oraz ósmy w ręku. Pod jego wargami znajdowało się gniazdo jaskółek. Związany przede wszystkim ze sferą wojenną, ale także seksualną. 
„Prywatny”, z punktu widzenia władzy, kult Rugiewita konkurował z „publicznym” i teokratycznym kultem Świętowita z Arkony. 

## Źródła
Pierwszym źródłem wymieniającym Rugiewita jest Gesta Danorum autorstwa Saxo Gramatyka. Saxo opisuje, gdy jak po zdobyciu Arkony przez duńskiego króla Waldemara I jej mieszkańcy zawarli z nim porozumienie, co zachęca mieszkańców Charenzy do zawarcia podobnego porozumienia i oddania miasta bez walki. Saxo opisuje, że w tym grodzie znajdowały się trzy świątynie poświęcone Rugiewitowi, Porewitowi i Porenutowi i zniszczenie w 1168 bałwana Rugiewita:

Największa ze świątyń miała swe najświętsze miejsce w samym środku, i tak ono jak i sama świątynia miała zasłony zamiast ścian; sufit opierał się tylko na kolumnach. Ludzie Absalona potrzebowali dlatego jedynie zerwać zasłony wokół przedsionka, by się zabrać za te wokół najświętszego miejsca. Gdy zostały one ściągnięte, ukazał się tam posąg z drewna dębowego, przedstawiający boga, którego zwano Rugiewitem, i który ze wszech miar przedstawiał sobą wstrętny i ośmieszający wygląd. Mianowicie jaskółki pod jego twarzą zbudowały gniazda i w wielkich ilościach zrzucały odchody po jego piersi. Tak, ten bóg zasłużył niewątpliwie, by jego posąg został tak wstrętnie zapaskudzony przez ptaki. Miał on siedem ludzkich twarzy, zebranych pod wspólnym szczytem głowy; artysta dał mu siedem różnych mieczy, które wisiały w pochwach na jednym pasie, ósmy trzymał on wyciągnięty w prawym ręku; był on tak trwale umocowany żelaznym nitem, że nie szło tego wydostać bez odrąbania ręki, co też i się stało. Był on ponadnaturalnej grubości, i tak wysoki, że Absalon, stojąc na palcach, ledwie mógł dotknąć brody małym toporem, jaki miał zwyczaj trzymać w dłoni. Bóg ten, jak wierzyli, miał moc jak Mars i utrzymywali, że rządził wojną. Nie było nic w tym posągu, na co można by patrzeć z przyjemnością, bowiem był on niezgrabny i brzydki.

Następnie po obaleniu idoli Porewita i Porenuta biskup Absalon nakazał wyprowadzić wszystkie trzy poza gród by tam je spalić. Saxo opisuje tutaj przesąd związany z seksualnością, lecz nie jest jasne, z którym bogiem ten przesąd jest związany:

Polecił on więc im wyciągnąć go z miasta, lecz ci długo byli niechętni i usprawiedliwiali swą niechęć przesądem, jako że obawiali się oni, że bóg będzie chciał ich pokarać niemocą ich członków, których użyliby do wykonanaia takiego polecenia. Lecz gdy na koniec Absalon wytłumaczył im, że moc boga była w istocie niewielka, skoro nie mógł pomóc sam sobie, nabrali nadziei, że uda im się uniknąć kary, i pospieszyli wykonać jego rozkaz. Faktycznie nie było to dziwne, że bali się oni mocy tych bogów, gdy myśleli oni, jak często byli karani przez nich za swą rozwiązłość; mianowicie, gdy mężczyźni w mieście byli z kobietami, zdarzało im się jak psom, że nie mogli się ponownie rozłączyć, i spotykało się ich czasami zawieszonych na drągu, ku pośmiewisku innych ludzi.

Te same informacje podane są następnie przez Knýtlinga sagę, która wymienia Rugiewita w formie Rinwit, a także Turupita oraz Puruwita (Porewita).

## Interpretacje
Istnieją dwa sposoby odczytu imienia. Odczyt Rugiewit najczęściej tłumaczy się jako ‘pan, władca Rugii’. Często badacze proponują też odczytanie imienia jako Rujewit; Aleksander Gieysztor proponuje połączenie pierwszego członu tego odczytu z rdzeniem ru- istniejącym w takich słowach jak rzwieć ‘ryczeć’, ruja ‘ryk jeleni’ (a także ‘płodność’), które występuje w ruskim słowie rujenь – określeniu na jeden z jesiennych miesięcy, który przypada na czas rui (por. cz. říjen, bułg. руен (ruen), serb.-chorw. ру̑јан, rujan). Lubor Niederle zakładając fonetyczne podobieństwo Rujewita i Jarowita stwierdził, że obaj bogowie są tożsami . Przyrostek -wit tłumaczy się jako ‘pan’; rzadziej łączy się go ze słowem wiciądz z powodu zapożyczenia tego słowa z języków germańskich (por. wiking).
Funkcje boga pozostają przedmiotem dyskusji. Saxo przede wszystkim uznaje Rugiewita za boga wojennego – odpowiednika rzymskiego Marsa. Według Saxo jeden z bogów z Charenzy, prawdopodobnie Rugiewit, związany był z karaniem za stosunki płciowe, być może w pobliżu świątyni, waginizmem. Według Gieysztora Rujewit był wcieleniem Peruna, i wiąże cechy wojenne, etymologię (‘ruja’, ‘płodność’), oraz karę za stosunki płciowe, z wedyjskim Indrą, który także łączy funkcje wojenne i płciowe.
Niejasne jest znaczenie siedmiu twarzy. Z badań porównawczych wynika, że wielogłowość wiąże się z ideami kosmologicznymi: dwoistość natury, trójdzielny lub siedmiodzielny układ wertykalny, czy czwórdzielny układ horyzontalny. Gieysztor zauważył podobieństwo do mitu wschodniej grupy ugrofińskiej o siedmiu braciach zamieniających się w ptaki, lecz jak sam zauważył, niejasne jest jak ten motyw miałby przedostać się na Rugię. 
Jaskółki, które wywołały śmiech Duńczyków, bywają nazywane „bożymi ptaszkami” i wśród Słowian uważane są za zwiastun wiosny oraz uosobieniem dusz, a to wiązałoby Rujewita także z wiosną. 
Według Jacka Banaszkiewicza na bogów z Charenzy nie należy patrzeć jak na trzech różnych, „przypadkowych”, bogów, lecz jak na konkretny zespół bóstw. Zauważa on, że w czasach średniowiecza, władza książęca i królewska na swoją stolicę wybierała grody lub miasta, w których znajdowały się największe ośrodki kultowe, i jako przykład podaje Kijów czy Uppsalę. W świątyni w Uppsali czczono trójcę składającą się z Tora, Odyna i Frejra. Każdy z bogów, zgodnie z trójdzielną hipotezą Georgesa Dumézila, odpowiadał za konkretną, podstawową dla egzystencji społeczeństwa dziedzinę: Tor był bogiem najpotężniejszym, zasiadał na środkowym tronie, odpowiadał za pogodę, a przez to za urodzaj, a także jest gromowładcą, Odyn odpowiadał za wojnę, a Frejr za pokój, dobrobyt i przyjemności. Banaszkiewicz zauważa jednak, że między pierwszymi dwoma bogami często pojawiają się przesunięcia w kompetencjach. W przypadku rugijskiej trójcy proponuje jednak inną interpretację. Na podstawie mitologii porównawczej uznaje Rugiewita za naczelnego boga Ranów, o czym świadczy najokazalsza świątynia na środku grodu, purpura, posąg zrobiony z drewna dębowego, który prowadzi do boju i jest władcą Rugii i rugijskiej wspólnoty. Natomiast Porewita i Porenuta uznaje za boskich bliźniaków, którzy swoimi uniwersalnymi cechami uzupełniają bóstwo naczelne. Taką interpretację wspiera fakt, że bóstwa naczelne w innych religiach także bywają czczone razem z boskimi bliźniakami (gdzie bóg naczelny jest ojcem bliźniaków). Podobny pogląd wyraził Gieysztor, który uznał Rujewita za lokalną hipostazę Peruna. 